# Naravni rezervat Moremi
Naravni rezervat divjadi Moremi je zavarovano območje v Bocvani. Leži na vzhodni strani Okavangove delte in je dobil ime po poglavarju Momeriju iz plemena BaTavana. Moremi je bil ob ustanovitvi označen kot rezervat divjadi in ne kot narodni park. Ta oznaka je pomenila, da so BaSarva ali Grmičarji, ki so tam živeli, lahko ostali v rezervatu.

## Lega in okolje
Naravni rezervat Moremi se razprostira na nekaj manj kot 5000 kvadratnih kilometrih in pokriva velik del vzhodne strani Okavangove delte. Združuje stalno vodo z bolj suhimi območji, kar ustvarja presenetljive in nepričakovane kontraste. Med pomembnejšimi geografskimi značilnostmi rezervata sta otok Chiefs in Moremi Tongue. V rezervatu Moremi lahko doživite odličen razgled na savansko divjad ter opazujete ptice v lagunah. Obstajajo tudi gosto porasla območja, kjer živita afriški hijenski pes (Lycaon pictus pictus) in leopard. Na severovzhodu leži narodni park Chobe, ki meji na rezervat divjadi Moremi. Le približno 30 % rezervata je celinskega, večina pa je v sami Okavangovi delti.

## Rastlinstvo in živalstvo
Naravni rezervat Moremi, čeprav ni eden največjih parkov, ponuja vpoglede in razglede tudi najbolj izkušenim popotnikom. Njegovi habitati so presenetljivo raznoliki, saj združujejo gozdove mopane in akacije, poplavne ravnice in lagune. Tukaj živi skoraj 500 vrst ptic (od vodnih ptic do gozdnih prebivalcev) in številna druga divjad, vključno z levom, leopardom, afriškim slonom, kafrskim bivolom, črnim nosorogom, velikim povodnim konjem, žirafo, zebro, črnorepim gnujem, gepardom, lisasto hijeno, podsedliškim šakalom, svinjo bradavičarko, impalo in ličijem. Območje Moremi velja za pomemben habitat afriškega hijenskega psa, populacija pa je bila predmet projekta, ki se na tem območju izvaja že od leta 1989; zato to vrsto pogosto vidimo z ovratnicami, ki jih nameščajo raziskovalci.

## Zgodovina
Leta 1963 je bil razglašen za rezervat, poimenovan pa je bil po poglavarju Moremiju III. iz lokalnega plemena Batavana iz Ngamilanda. Vdova poglavarja Moremija, Elizabeth Pulane Moremi, ki je takrat vladala območju, je sprejela ukrepe za ohranitev divjih živali zaradi zaskrbljenosti zaradi škode, ki jo je lov povzročal živalski populaciji. V 1970-ih so bila lovišča poglavarja Moremija vključena v rezervat, da bi ga še bolj razširili.

## Logistika
Rezervat ponuja priložnost za raziskovanje ne le s terenskimi vozili, temveč tudi peš in z mokoro – kanujem, izklesanim iz ebenovine ali drevesa kigelija, ki ga vodi vaš osebni vodnik. Čeprav je danes večina mekorojev izdelanih iz steklenih vlaken, kar pomaga ohranjati veličastna in stara drevesa na tem območju.
Opazovanje divjadi je na vrhuncu od julija do oktobra, ko se sezonske soseske izsušijo in se divje živali osredotočijo na stalno vodo. Od oktobra do začetka deževja konec novembra ali v začetku decembra je lahko vreme izjemno vroče.
Malarijski komarji so razširjeni po celotnem rezervatu in obiskovalcem je zelo priporočljivo, da pred, med in po obisku sprejmejo previdnostne ukrepe.
Bocvana je lahko razvila svoj turizem brez nujne potrebe po prihodkih, s katerimi se soočajo številne druge afriške države. Politika ekoturizma z visokim donosom, a majhnim vplivom, je omogočila obiskovalcem, da doživijo Afriko v njenem najbolj naravnem, neokrnjenem in impresivnem stanju. Tako ima sam rezervat zelo malo koč in le štiri območja, namenjena kampiranju (pri Južnih vratih, Tretjem mostu, Xakanaxi in Khwaiju). Na obrobju rezervata je več koč, ki jih gostje obiščejo na dnevnih vožnjah.
Potovanje med kočami poteka z lahkimi letali in helikopterskimi prevozi, saj ima večina koč lastne vzletno-pristajalne steze. Zato lahko preprosto kombinirate več koč na različnih območjih. Helikopterski leti za opazovanje divjadi so na voljo iz večine koč.

## Ceste
Ceste v rezervatu Moremi se močno spreminjajo glede na letni čas in gladino delte. Ko so poplavne vode visoke, so nekatere ceste premočene, peščena območja pa so v vročih poletnih mesecih veliko težje dostopna. Rezervat Moremi je park z majhnim vplivom na okolje, kar pomeni, da je v bližini malo vozil in ljudi. To je odlično za opazovanje divjadi, saj ste pogosto sami na mestu opazovanja, vendar to pomeni tudi, da pomoč ni zlahka dostopna stran od glavnih cest. Poskrbite, da imate zadosten komplet za reševanje in da veste, kako ga uporabljati, za prečkanje vode pa boste potrebovali tudi dihalko na vozilu. Če vozite najeto vozilo, dvakrat preverite pravila in predpise najemniške družbe glede vožnje po vodi.

## Krivolov
Od aprila 2019 se je krivolov v rezervatu zaskrbljujoče povečal. Organizirane skupine krivolovcev so v 10 mesecih pobile 46 nosorogov, kar predstavlja skoraj 10 % od 500 nosorogov v Bocvani. Uradniki so se bali iztrebljenja obeh vrst nosorogov, saj večina bocvanskih nosorogov tava po travnatih ravnicah severne delte Okavango, kjer se nahaja rezervat Moremi. Krivolov spodbuja nepotešljivo povpraševanje po nosorogovem rogu, ki doseže do 60.000 dolarjev na kg.